# Сомоподібні
Сомоподібні (лат. Siluriformes) — ряд риб класу променепері. Нараховують понад 3 тисячі видів сомоподібних.

## Розповсюдження
Зустрічаються переважно у тропічних та субтропічних водоймах Південної Америки, Африки та Азії. Майже всі сомоподібні живуть у прісних водоймах, лише представники двох родин переселилися у морські води. Є види, що розповсюджені у Північній Америці.

## Загальні відомості
Сомоподібні не мають луски, тіло вкрите товстою шкірою або кістковими пластинками. Навкруги рота є кілька пар вусів. У грудних, а іноді у інших плавцях можуть розвиватися великі колючки. Розміри від 2 см до 5 м (таких розмірів може досягати сом звичайний, який зустрічається в Україні). Органи зору зазвичай розвинені не дуже добре, основними органами чуттів є органи дотику. У деяких представників є електричні органи. Переважна більшість видів — хижаки, полюють на рибу або донних тварин. Деякі види можуть дихати атмосферним повітрям. Майже всі сомоподібні тримаються біля дна та не дуже добре плавають. Живуть зазвичай поодинці, зграйних видів небагато.

## Значення
Деякі види сомоподібних є промисловими, а також розводяться у рибних господарствах. Багато видів є об'єктом розведення у акваріумах.

## Родини
- Ailiidae
- Akysidae
- Amblycipitidae
- Amphiliidae
- Анхарієві (Anchariidae)
- †Andinichthyidae
- Арієві (Ariidae)
- Aspredinidae
- Astroblepidae
- Auchenipteridae
- Austroglanididae
- Bagridae
- Панцирні соми (Callichthyidae)
- Cetopsidae
- Chacidae
- Кларієві (Clariidae)
- Claroteidae
- Cranoglanididae
- Diplomystidae
- Doradidae
- Erethistidae
- Heptapteridae
- Heteropneustidae
- Horabagridae
- †Hypsidoridae
- Ікталурові або Соми-кішки Ictaluridae
- Lacantuniidae
- Лорікарієві (Loricariidae)
- Malapteruridae
- Mochokidae
- Nematogenyiidae
- Pangasiidae
- Pimelodidae
- Plotosidae
- Pseudopimelodidae
- Schilbeidae
- Scoloplacidae
- Сомові (Siluridae)
- Sisoridae
- Trichomycteridae

incertae sedis

  Conorhynchos

  Horabagrus

  Phreatobius